# Agardhiella incerta
Agardhiella incerta е вид охлюв от семейство Argnidae. Видът не е застрашен от изчезване.

## Разпространение
Разпространен е в Румъния и Сърбия.

## Описание
Популацията на вида е стабилна.